# Егенхаузен
Егенхаузен (њем. Egenhausen) општина је у њемачкој савезној држави Баден-Виртемберг. Једно је од 25 општинских средишта округа Калв. Према процјени из 2010. у општини је живјело 1.929 становника. Посједује регионалну шифру (AGS) 8235022.

## Географски и демографски подаци
Егенхаузен се налази у савезној држави Баден-Виртемберг у округу Калв. Општина се налази на надморској висини од 535 метара. Површина општине износи 10,0 km². У самом мјесту је, према процјени из 2010. године, живјело 1.929 становника. Просјечна густина становништва износи 193 становника/km².